# Ikaria Gesellschaft für Flugzeugzubehör

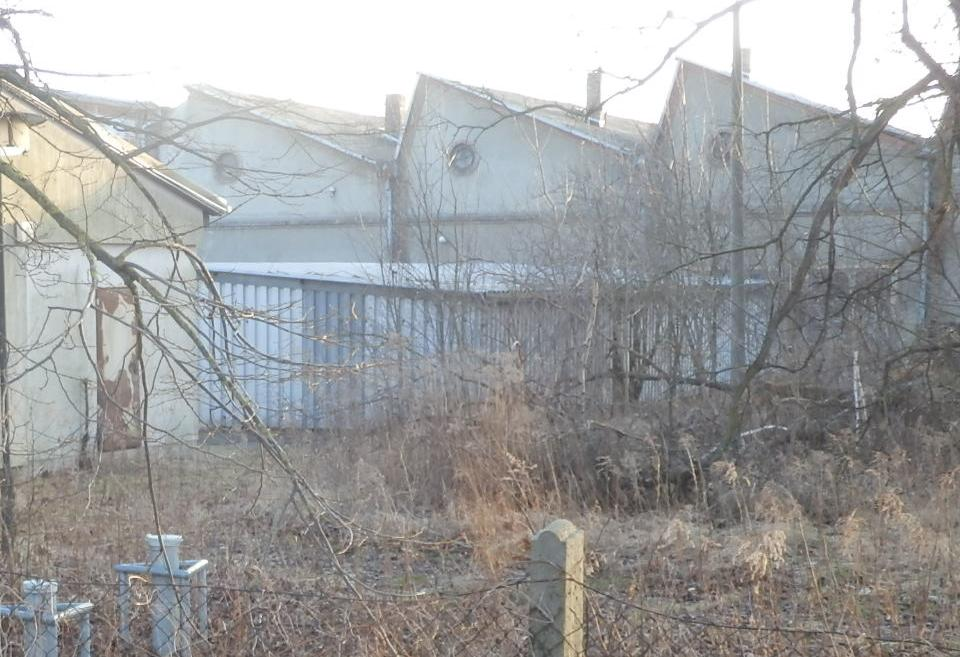
Die Produktionshallen der Ikaria-Werke im Jahre 2015

Die Ikaria, Gesellschaft für Flugzeugzubehör mbH war in der Zeit des Nationalsozialismus ein Rüstungsbetrieb in Velten.
Gegründet wurde die Firma am 20. April 1934 als Tochtergesellschaft des Schweizer Unternehmens Oerlikon-Bührle. Bereits seit 1933 hatte der Frohnauer Hans Keilhack (1892–1946, ein Sohn des Geologen Konrad Keilhack) verschiedene Produkte der Schweizer Rüstungsfirma mit deren Lizenz weiterentwickelt. 1936 wurden die Ikaria-Werke in Velten eröffnet, die von Hans Keilhack geleitet wurden.
Das neue Werksgelände lag zwar direkt an der Kremmener Bahn, aber weit entfernt von Personenbahnhöfen. Um die Arbeitswege zu verkürzen, wurde 1938 der Bahnhof Hohenschöpping erbaut, an dessen Finanzierung sich die Ikaria-Werke beteiligten.
Als nach Beginn des Zweiten Weltkriegs immer mehr Beschäftigte zur Wehrmacht eingezogen wurden, wurden im Werk Ostarbeiter eingesetzt, für die auf dem Firmengelände drei Barackenlager gebaut wurden. Später kamen auch andere Zwangsarbeiter dazu. 1943 wurde direkt am Bahnhof Hohenschöpping das KZ-Außenlager Velten eingerichtet, in dem Frauen untergebracht waren, die an Drehbänken Flugzeugteile montieren mussten.

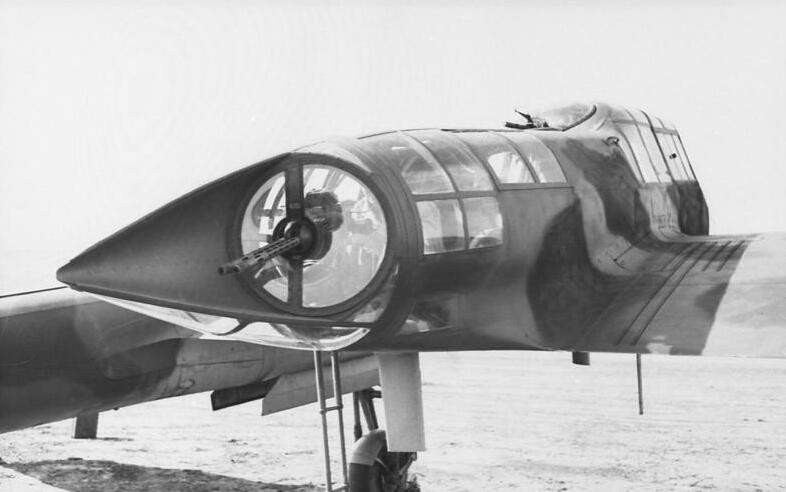
Zwillings-Maschinengewehr in Ikaria-Lafette im Heckstand einer Focke-Wulf Fw 189

Die Firma war ein wichtiger Zulieferer der Heinkel-Werke Oranienburg. Sie bezeichnete sich 1939 selbst als „Spezialwerke für Flugzeugsonderausrüstung“. Produziert wurden die Bordkanonen MG FF und Oerlikon FF, Lafetten für starren und beweglichen Einbau von Maschinenwaffen aller Kaliber und Flugzeugverglasungen aus verformtem Plexiglas.
Die Schweizer Muttergesellschaft Oerlikon-Bührle wurde zwar bis 1939 aus ihrer Beteiligung gedrängt, die Zusammenarbeit lief jedoch auch im Krieg weiter. So wurden Zubehör und Werkzeugmaschinen noch bis 1944 aus der neutralen Schweiz bezogen.
Nach Kriegsende wurden von der sowjetischen Besatzungsmacht alle Anlagen demontiert oder zerstört. Das ging so weit, dass von 1946 bis 1950 alle Züge am Bahnhof ohne Halt durchfuhren, weil kein Bedarf mehr vorhanden war. Der ehemalige Werksleiter Hans Keilhack wurde von den Sowjets ins Speziallager Ketschendorf verschleppt und starb dort im März 1946.
Die Hallen auf dem Werksgelände wurden zu DDR-Zeiten als Lagerräume genutzt und stehen noch heute.